# Hans Wandereisen

Holzschnitt von Hans Wandereisen

Hans Wandereisen war ein Holzschnitzer und „Kriegsbildberichterstatter“ im 16. Jahrhundert.

## Werke
Hans Wandereisen schnitzte Holzschnitte von Soldaten und Waffen des 16. Jahrhunderts. Bekannt wurde er als Kriegsbildberichterstatter (siehe auch Geschichte der Kriegsberichterstattung) bei der Strafexpedition des Schwäbischen Bundes gegen den Raubritter Hans Thomas von Absberg.

## Holzschnitte von 1523
Hauptartikel: Wandereisen-Holzschnitte von 1523
Im Jahr 1523 zerstörten übermächtige Truppen (angeblich 10.000 Soldaten und 1000 Reiter mit 100 Büchsen, 22 Kanonen und 900 Pfund Schwarzpulver) des Bundes, der aus fränkischen und schwäbischen Reichsständen bestand, insgesamt 23 sogenannte Raubnester, deren Besitzer dem Absberg bei der Entführung und Lösegelderpressung von Kaufleuten geholfen hatten. Um den einfachen Leuten, die meistens nicht lesen konnten, von den Erfolgen zu berichten, reiste Wandereisen mit und fertigte für die Heimatforschung bedeutende Holzschnitte von den brennenden Burgen an, bevor sie gesprengt wurden, um eine Rückkehr der Eigentümer zu verhindern.
Diese Holzschnitte sind teilweise die einzigen zeitgenössischen Bilder von den kleinen Burganlagen. Auch wenn sie diese erst zum Zeitpunkt ihrer Zerstörung zeigen, erlauben sie Rückschlüsse über das Aussehen und den Umfang der Befestigungsanlagen von 1523. Zahlreiche Burgen wurden nicht wieder aufgebaut und sind zu Ruinen verfallen. Neben dem Hauptmotiv, der zerstörten Burg, das mit einem kurzen erklärenden Text versehen ist, sind auch Details der näheren Umgebung der Burg abgebildet. Diese sind zwar nicht immer genau maßstabsgetreu, da beispielsweise wichtige Gebäude in der Umgebung aus Platzgründen enger zusammengerückt wurden, dennoch erlauben sie wie in Sparneck Aussagen über den Standort und Aussehen von Kirche und Kloster oder auch über die Siedlungsstrukturen durch die Lage der Bauernhöfe der Umgebung.
Spätere Autoren haben die Wandereisen-Holzschnitte aufgegriffen, aber zum Teil, wie durch den Geschichtsforscher Joseph Baader im 19. Jahrhundert, wurden die Bilder künstlerisch sehr frei ergänzt und die Burganlagen durch weitere Stockwerke oder zusätzliche Gebäudeteile übertrieben dargestellt.
Die ursprünglich einfarbigen Holzschnitte sind auch als nachkolorierte Zeichnungen bekannt. Dies verstärkte zum einen die Darstellungskraft der Bilder, im Detail haben aber falsche Bemalungen zu Verwirrungen geführt. So sind Wege bzw. Bäche vereinzelt wechselweise falsch braun bzw. blau ausgemalt worden. Die Burg „Weytzendorff“ (Holzschnitt XIX) konnte bis heute noch nicht lokalisiert werden (siehe auch Sparneck (Adelsgeschlecht)).